# Illarion Wassiljewitsch Wassiltschikow

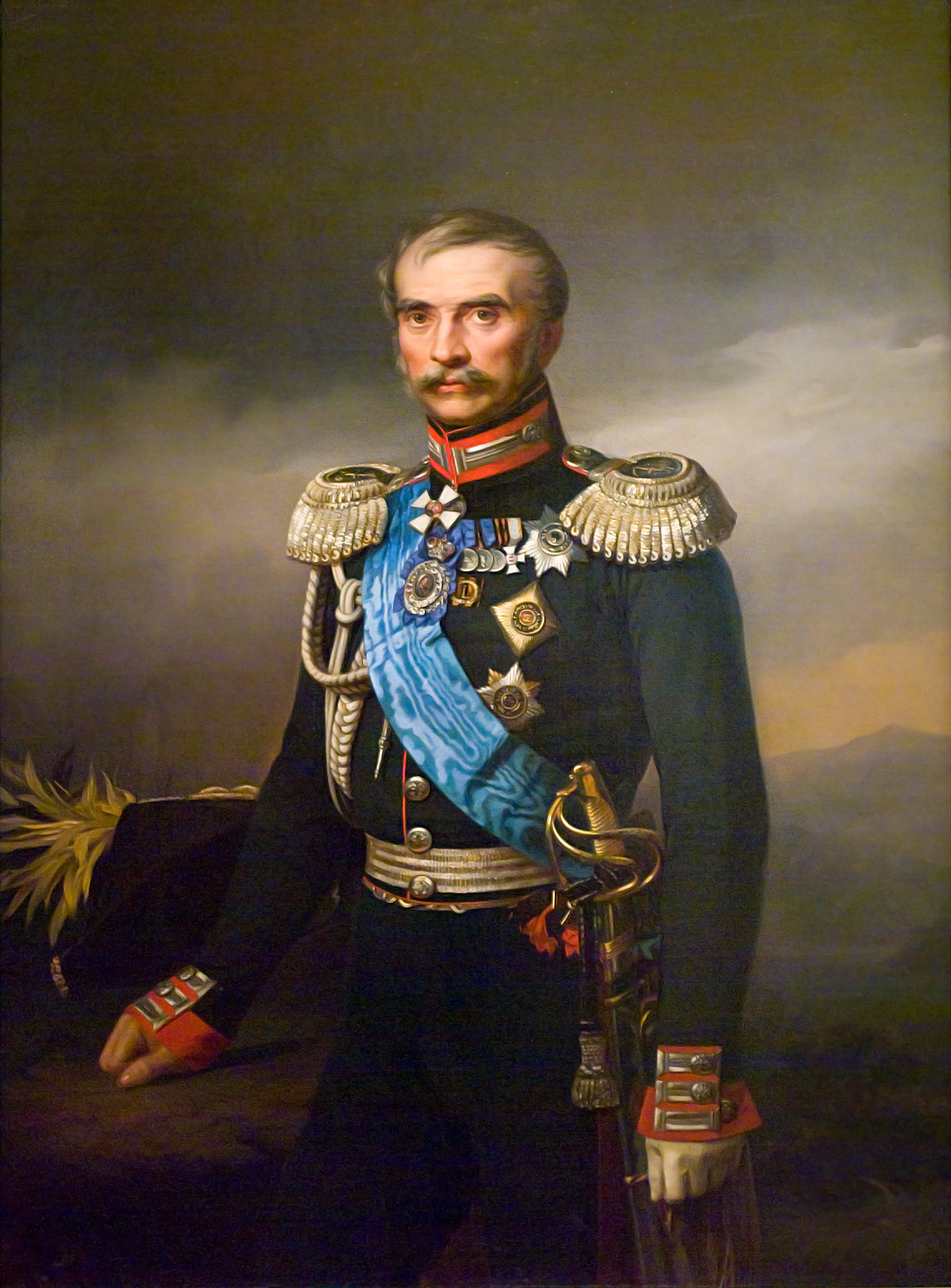
Hilarion W. Wassiltschikow (1776–1847), Porträt von George Dawe aus der Militärgalerie (Военная галерея) des Winterpalastes

Illarion Wassiljewitsch Wassiltschikow (russisch Илларион Васильевич Васильчиков, auch Hilarion Wassiliewitsch Wassiltschikow; * 8. Juni  1777; † 5. März  1847 in Sankt Petersburg) war ein russischer General und Staatsmann, der unter den Zaren Paul I., Alexander I. und Nikolaus I. diente, sich in den Napoleonischen Kriegen auszeichnete und später großen Einfluss auf die russische Innenpolitik gewann. Wassiltschikow war von 1838 bis 1847 Staatsratsvorsitzender.

## Leben
Wassiltschikow war Sohn des Brigadegenerals Wassili Alexejewitsch Wassiltschikow (1754–1830) und Katharina geb. Owzyn (gestorben 1832). Seine Brüder waren Dimitri Wassiljewitsch Wassiltschikow (1778–1859) und Nikolai Wassiljewitsch Wassiltschikow (1781–1849).

### Frühe Militärzeit und Dienst unter Paul I. und Alexander I.
Wassiltschikow trat 1792 mit 15 Jahren in den Militärdienst ein und wurde schnell befördert. 1799 wurde er Kammerherr des Zaren und wurde so dem Thronfolger Alexander bekannt.
Bereits 1801 erfolgte seine Ernennung zum Generalmajor. Als solcher nahm er bei der Kavallerie am 4. Koalitionskrieg teil und kämpfte insbesondere in der Schlacht von Pultusk.
Während Napoleons Russlandfeldzug kommandierte er die 12. Infanterie-Division in der Schlacht von Borodino, wurde dort verwundet und nach der Schlacht zum Generalleutnant befördert. Nach Erholung und Genesung erhielt er noch 1812 das Kommando über das 4. Kavallerie-Korps, mit dem er an den Kämpfen bei Tarutino und Wjasma beteiligt war. In der Schlacht an der Beresina kämpfte er bei Borissow.
In den Feldzügen des Jahres 1813 nahm er mit seinem Korps teil an der Schlacht bei Bautzen, der Schlacht an der Katzbach und der Schlacht von Dresden. Sein Korps wurde der Schlesischen Armee unter Blücher zugeteilt und nahm mit dieser an der Völkerschlacht bei Leipzig teil.
Im Winterfeldzug 1814 kommandierte er die Kavallerie des russischen Korps unter General Sacken und kämpfte in der Schlacht bei La Rothière, der Schlacht bei Montmirail, der Schlacht bei Craonne und bei Fère-Champenoise. Nach der Schlacht bei La Rothière verlieh ihm der Zar den Orden des Heiligen Georg 2. Klasse.
Ab 1817 kommandierte Wassiltschikow ein eigenes Korps der Garde-Kavallerie. 1821 wurde er Mitglied des Staatsrates, 1823 General der Kavallerie.

## Wirken und Einfluss unter Nikolaus I.
Nach dem plötzlichen Tod des Zaren Alexander I. am 19. Novemberjul. / 1. Dezember 1825greg., der kinderlos verstarb, war für einige Tage die Thronfolge unklar. Eine Gruppe von Offizieren der zaristischen Armee verweigerte daraufhin am 14. Dezemberjul. / 26. Dezember 1825greg. den Eid auf den neuen Zaren Nikolaus I.
In dieser Situation stand Wassiltschikow loyal zur Monarchie. Er hatte keine Scheu, den Abtrünnigen, den sogenannten Dekabristen (auch Dezembristen), auf dem Platz des Senats persönlich entgegenzutreten, war dann aber auch wesentlich mitverantwortlich dafür, dass die Bewegung der Dekabristen noch am gleichen Tag rigoros und sehr blutig niedergeschlagen wurde.
Wassiltschikow war auch Mitglied des obersten Strafgerichtshof, der die Dekabristen aburteilte, und damit mitverantwortlich für die große Zahl von Todes- und Verbannungsurteilen.
Durch dieses Verhalten begründete Wassiltschikow ein enges Vertrauensverhältnis zu Nikolaus I.
Während des Russisch-Türkischen Krieges von 1828 bis 1829 begleitete Wassiltschikow den Zaren an die Front. 1831 wurde er in den Grafenstand erhoben und im gleichen Jahr wurde er Militärgouverneur von Sankt Petersburg. Diese Position hatte er bis 1838 inne. Im Jahr 1833 wurde er zusätzlich Generalinspekteur der Kavallerie.
Den Höhepunkt seines Einflusses auf die russische Politik erreichte Wassiltschikow, als er im Oktober 1838 zum Staatsratsvorsitzenden ernannt wurde. Damit wurde er auch gleichzeitig Vorsitzender des Ministerrates. 1839 wurde er in den Fürstenstand erhoben. Fürst Wassiltschikow blieb zu seinem Tode im Amt des Staatsratsvorsitzenden. Am 11. Juli 1842 verlieh ihm König Friedrich Wilhelm IV. von Preußen den Schwarzen Adlerorden.
Der russische Staatsmann und Historiker Modest Andrejewitsch von Korff schrieb über das Sonderverhältnis Wassiltschikows zu Zar Nikolaus I.:

„Fürst Wassiltschikow war der einzige Mann in Russland, der in allen Fällen und zu allen Zeiten freien Zugang zum Zaren hatte, und vor ihm frei sprechen konnte“

## Familie
Illarion Wassiljewitsch Wassiltschikow war in erster Ehe mit Wera Petrowna Wassiltschikowa (1780–1814) und in zweiter Ehe mit Tatjana Wassiljewna Wasiltschikowa verheiratet. Ihre Söhne aus beiden Ehen waren:
- Illarion Illarionowitsch Wassiltschikow (1805–1862), Generalleutnant
- Alexander Illarionowitsch Wassiltschikow (1818–1881)
- Wiktor Illarionowitsch Wassiltschikow (1818–1878), Generalleutnant
- Sergei Illarionowitsch Wassiltschikow (1822–1860), Generalmajor
- Wassili Illorionowitsch Wassiltschikow (1826–1867)